# Solisia solisioides
Solisia solisioides là một loài thực vật có hoa trong họ Cactaceae. Loài này được (Backeb.) Doweld mô tả khoa học đầu tiên năm 2000.